# آكلات الموز
آكلات الموز أو الطَوْرَق (الاسم العلمي: Musophagidae) هي فصيلة من الطيور تتبع رتبة الواقواقيات من صنف الطيور الحديثة.

## تصنيف
وتتشكل فصيلة «آكلات الموز» من ثلاثة أسر هي أسرة آكلات الموز وأسرة آكلات موز الجنة وأسرة التوراكواوات الزرقاء. تُعرف كل من طيور التوراكو واللويري في إفريقيا الجنوبية عمومًا باسم اللويراوات (louries). وتتميز بأنها شبه زوجية البراثن - يمكنها تحريك مخلبها الرابع (الخارجي) إلى الأمام والخلف. ويكون المخلبان الثاني والثالث، اللذان يشيران إلى الأمام دائمًا، ملتصقين في بعض الأنواع. وكثيرًا ما تكون الطيور التي تنتمي إلى فصيلة المسوفاغيدات ذات أعراف بارزة وذيول طويلة؛ وتتميز طيور التوراكو بأخضاب مميزة وفريدة من نوعها لتمنحها الريش الأخضر والأحمر الساطع.
تقليديًا، هذه الفصيلة مدمجة في رتبة الواقواقيات، ولكن رفع تصنيف سيبلي-ألكويست (Sibley-Ahlquist taxonomy) هذه المجموعة إلى مستوى رتبة كاملة سميت رتبة آكلات الموز (Musophagiformes). وقد تم تقديمها من أجل ربط طائر الهواتزن (Hoatzin) بالطيور الحية الأخرى، ولكن أثار هذا الأمر جدلاً فيما بعد.
- أسرة آكلات الموز
  - التوراكو
  - آكل الموز
  - طائر روينزور
- أسرة آكلات موز الجنة
  - آكل موز الجنة
  - اللويري
- أسرة توراكواوات زرقاء
  - توراكو أزرق

إن الأنواع الحية من فصيلة المسوفاغيدات، مرتبة في تسلسل تصنيفي، هي:
فصيلة المسوفاغيدات
- جنس التوراكو (Tauraco) - طيور التوراكو الخضراء
  - توراكو غينيا، Tauraco persa يتضمن النويع تي بي بوفوني (T p buffoni) توراكو بوفونز
  - توراكو ليفينجستون، Tauraco livingstonii يتضمن النويع تي سي فويبس (T c phoebus) توراكو الترنسفال
  - توراكو شالو، Tauraco schalowi يتضمن تي إس شالكولوفيس (T s chalcolophus) التوراكو ذو العُرف الطويل
  - توراكو نيسنا، Tauraco corythaix
  - التوراكو ذو البطن السوداء، Tauraco schuettii يتضمن تي إس إميني (T s emini) توراكو أمين باشا

الأنواع تي بيرسا (T persa) وتي كوريزكس (T corythaix) ربما تكون جماعة متصلة - نوع معقد جدًا يتضمن كل الأنواع السابقة
- - التوراكو ذو العرف الأبيض، Tauraco leucolophus
  - توراكو فيشر، Tauraco fischeri
  - التوراكو ذو البطن الصفراء، Tauraco macrorhynchus
  - توراكو بانرمان، Tauraco bannermani
  - التوراكو ذو العرف الأحمر، Tauraco erythrolophus
  - توراكو هارتلوب، Tauraco hartlaubi
  - التوراكو ذو الخدود البيضاء، Tauraco leucotis
  - توراكو راسبولي، Tauraco ruspolii
  - التوراكو ذو العرف الأرجواني، Tauraco (Gallirex) porphyreolophus جنيس يمكن أن يتضمن طيور توراكو روينزوري (أسفل)
- جنس الروينزورونيس (Ruwenzorornis)
  - توراكو روينزوري - Ruwenzornis johnstoni
- جنس مواز (Musophaga) - طيور التوراكو الزرقاء
  - مواز بنفسجي، Musophaga violacea
  - مواز روس، Musophaga rossae
- جنس كورزيكسويديس (Corythaixoides) - طيور اللويري
  - طائر اللويري مكشوف الوجه، Corythaixoides personatus
  - طائر اللويري الرمادي، Corythaixoides concolor
  - طائر اللويري ذو البطن البيضاء، Corythaixoides leucogaster
- جنس كرينيفر (Crinifer) - آكلات موز الجنة
  - آكل موز الجنة الغربي، Crinifer piscator
  - آكل موز الجنة الشرقي، Crinifer zonurus
- جنس كوريثيولا (Corythaeola)
  - التوراكو الأزرق الكبير، Corythaeola cristata

## البيئة والسلوك

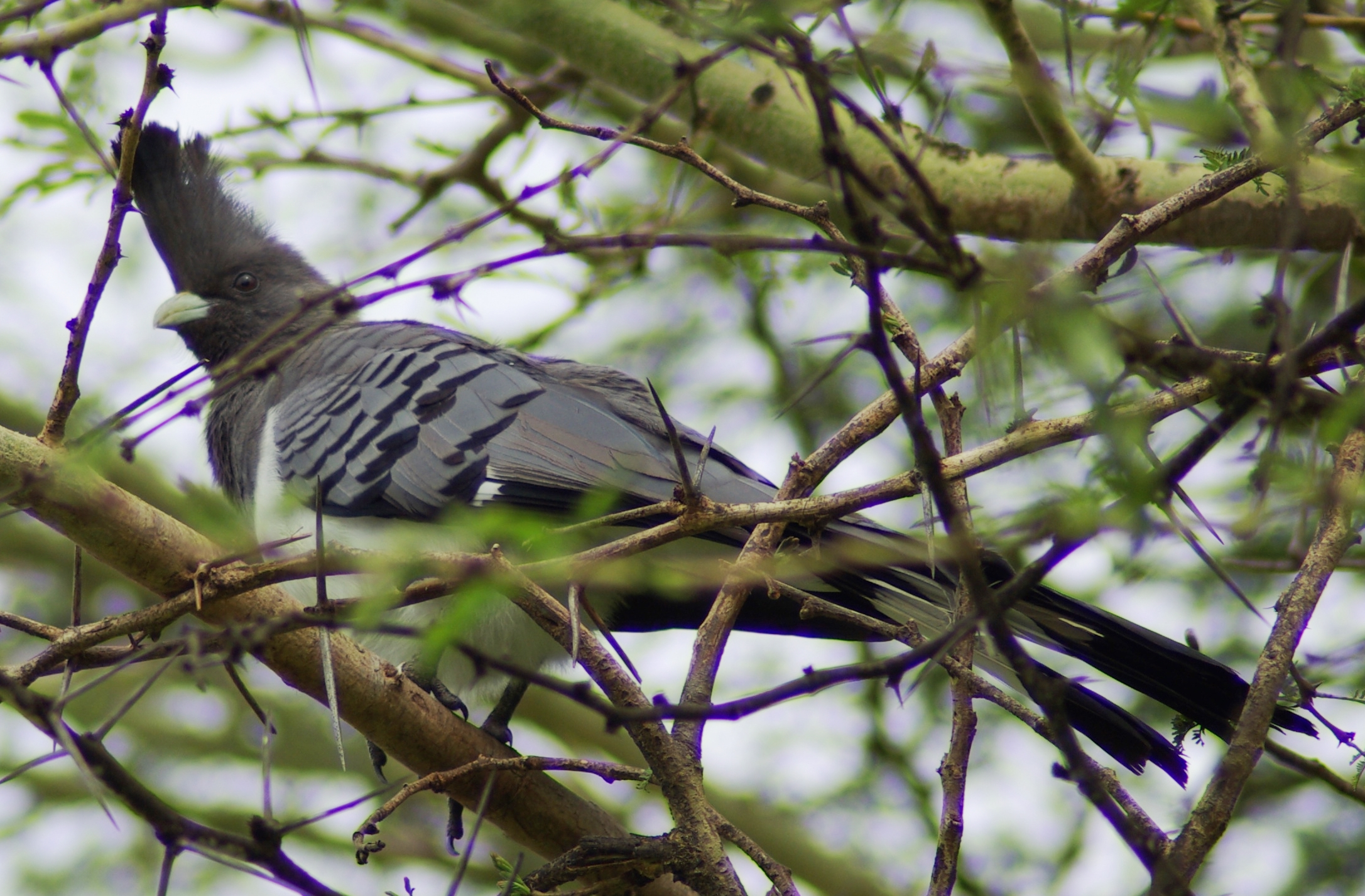
أنثى طائر اللويري ذو البطن البيضاء، Corythaixoides leucogaster

تتميز الطيور فصيلة المسوفاغيدات بأنها طيور شجرية متوسطة الحجم تستوطن دول أفريقيا جنوب الصحراء الكبرى، حيث تعيش في الغابات والأراضي الحرجية والسافانا. وبالرغم من أن قدرتها على الطيران ضعيفة، فإنها تركض بسرعة بين ظُلة الشجر. وتتغذى على الفواكه، وإلى حدٍ أقل، على أوراق الأشجار والبراعم والزهور، وتأكل أحيانًا الحشرات الصغيرة والحلزونات والبزاقات. وعلى عكس ما يمكن أن يوحي به الاسم، فإنها لا تأكل عمومًا الموز أو موز الجنة ولا يبدو بالفعل أن الطيور فصيلة المسوفاغيدات التي تعيش في البرية تستخدم الموز كطعام على الإطلاق.
إنها طيور اجتماعية لا تهاجر من موطنها. وتتسم أنواع عديدة بأنها صاخبة، إلى جانب شهرة طيور اللويري بصورة خاصة بسبب نداءات الإنذار الحادة، التي تنذر من خلالها حيوانات المنطقة الأخرى بوجود مفترسات أو صيادين، ويشير اسمها الشائع إلى هذه الصفة. وتبني الطيور فصيلة المسوفاغيدات أعشاشًا كبيرة من الأعواد على الأشجار وتضع 2 أو 3 بيضات. وتولد الصغار بريش كثيف وعيونها مفتوحة أو بالكاد مفتوحة.

## التلوين
تتميز طيور اللويري وآكلات موز الجنة بأنها رمادية وبيضاء في الأساس. وعلى الجانب الآخر، تتميز طيور التوراكو بألوانها الساطعة والتي غالبًا ما تكون زرقاء أو خضراء أو أرجوانية. ويأتي اللون الأخضر في طيور التوراكو من التوراكوفردين (Turacoverdin)، هو الخضاب الأخضر الحقيقي الوحيد في الطيور المعروف حتى الآن. وتنتج «الألوان الخضراء» الأخرى في ألوان الطيور من خضاب صفراء، مثل القليل من الكاروتينويد متحد مع بنية جسدية موشورية للريش نفسه الذي يبعثر الضوء بطريقة معينة ويعطي اللون الأزرق. تحتوي أجنحة التوراكو على الخضاب الأحمر التيوراسين، على عكس الطيور الأخرى التي تحصل على لونها الأحمر من مادة الكاروتينويد. وينتج كلا اللونين من أخضاب البورفيرينات وهي معروفة فقط من الطيور فصيلة المسوفاغيدات في الوقت الحالي، ولكن مادة التوراكوفردين التي أجريت عنها أبحاث قليلة بصفة خاصة ربما يكون لها مثيلات في طيور أخرى.

## التطور والنظاميات
إن الجنس الأحفوري الفيفلنتورنيس (Veflintornis) معروف من العصر الميوسيني الأوسط من موقع جريف-سانت-ألبان (Grive-Saint-Alban) (فرنسا). وقد تم تصنيفه على أنه الجنس أبوبيمسيس (Apopempsis) بواسطة بيرس برودكورب (Pierce Brodkorb) في عام 1971، ولكن سبق استعمال هذا الاسم عندما استخدمه شنكلينج (Schenkling) عام 1903 للإشارة إلى بعض الخنافس. ويمكن أيضًا أن ينتمي الجنس «أبوبيمسيس» أفريكانوس ("Apopempsis" africanus) (العصر الميوسيني المبكر في كينيا) إلى هناك.
تم العثور على المزيد من المواد الأحفورية لفصيلة المسوفاغيدات المعروفة في مصر، إلى جانب رواسب عصر الأوليجوسين المتأخر في جيمرشيم (ألمانيا) ورواسب العصر الميوسيني الأوسط في جريف سانت ألبان وفيو-كولونيي (كلاهما في فرنسا). ومع أنه ليس مؤكدًا تمامًا ما إذا كانت هذه الحفريات تعود لطيور توراكو بالفعل، إلا أنه يبدو كما لو أن الفصيلة قد تطورت في عهد الأوليجوسين في وسط أوروبا أو ربما شمال إفريقيا، ونقلت توزيعها لاحقًا جهة الجنوب. جدير بالذكر أن مناخ هذه المناطق الأوروبية لم يختلف خلال عصر الباليوجين المتأخر عن مناخ إفريقيا شبه المداري اليوم؛ فلم تكن الصحراء الكبرى قد تشكلت بعد والمسافة نحو البحر الأبيض المتوسط لم تكن أكبر بكثير مما هي اليوم. ومن ثم، فإن مثل هذا التحرك نحو الجنوب ربما كان انتقالاً تدريجيًا وبطيئًا جدًا لمجموعة كبيرة ومتواصلة.

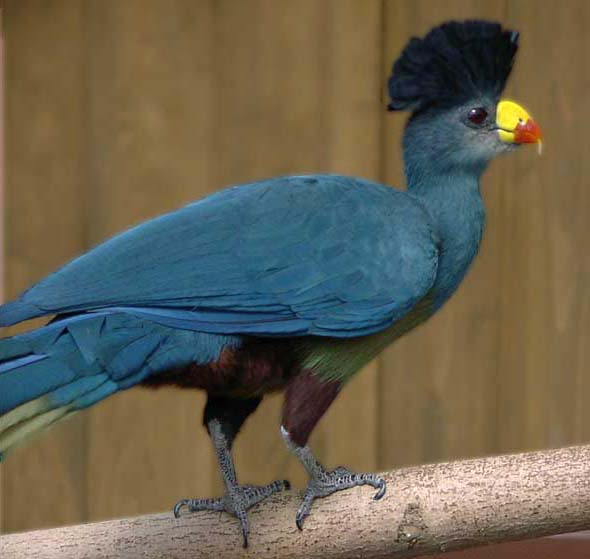
طائر التوراكو الأزرق الكبير
Corythaeola cristata

كان يُعتقد في البداية أن برومسوفاغا (Promusophaga) عصر الإيوسين المبكر هو أقدم سجل لطيور التوراكو؛ ولكن أعيد النظر فيه في النهاية باعتباره سلالة غير وثيقة القرابة بـ النعامة وأصبحت الآن في فصيلة النعاميات اللثورنيثيدات (Lithornithidae). وفي بعض الأحيان، يتم تصنيف طيور الفلهولورنيس (Filholornis) من عصر الإيوسين المتأخر أو الأوليجوسين المتأخر في فرنسا ضمن فصيلة المسوفاغيدات، ولكن كان هناك جدال دائم حول علاقاتهما. ولم تعد تعتبر من طيور التوراكو في الآونة الأخيرة وزُودت بالمترادفات مع كركيات تالانتاتوس (Talantatos) المفترضة، بالرغم من أنه ليس مؤكدًا ما إذا كان سيحظى ذلك بقبول واسع النطاق.

## طول العمر
إن المعروف عن طول عمر طيور التوراكو البرية قليل، ولكنها أظهرت في الحظيرة أنها طويلة العمر بصورة استثنائية: تعيش أكثر من 30 عامًا في قفص الطيور بسهولة. وأفضل مقال نُشر عن هذا الموضوع كان في مجلة «جمعية طيور التوراكو الدولية» (International Turaco Society) في خريف 2010 عدد (34) بقلم كلايف همفريز (Clive Humphreys). يُذكر أن طائر في مجموعة طيور حديقة الحياة البرية كوتسوولد (Cotswold Wildlife Park Collection) موطنه الأصلي نايجل هيوستن قد ناهز 37 عامًا، وهو الأمر الذن تمت مناقشته في الاجتماع السنوي العام لـ «جمعية طيور التوراكو الدولية» في ربيع 2012 (في نفس المكان).

## طيور التوراكو في الفولكلور الإفريقي
تحتل طيور التوراكو مكانة بالغة الأهمية في الأسطورة والفولكلور الإفريقي، ولكن مع الأسف لم تحفظ السجلات إلا القليل منه؛ وهو ما يمكن أن يتلاشى باختفاء هذه الرواية الشفهية.

## (ريش التوراكو في اللباس الرسمي الإفريقي التقليدي)
حظى ريش الطيران القرمزي اللامع لطيور التوراكو بقيمة عالية لاستخدامه كرموز مرموقة لأفراد الأسرة الملكية والرؤساء ذوي السلطة العليا في جميع أنحاء إفريقيا. وتذكر السجلات اقتصار استخدامها على عائلات السوازي والزولو الملكية [ مجلة جمعية طيور التوراكو الدولية ربيع 2003 عدد (20)]